# Nestor Considérant
Nestor Considérant est un historien et journaliste belge du XIXe siècle.

## Biographie
Nestor Considérant, né à Mons en 1824, dans ce qui était à l'époque le royaume uni des Pays-Bas, et mort à Bruxelles en 1877, est juriste de formation. Il fut journaliste à L'Indépendance belge pour couvrir la politique intérieure belge, avocat, professeur à l'Athénée royal de Mons, et membre de la Société des sciences, des arts et des lettres du Hainaut
D'origine française, il était le cousin du célèbre réformateur social Victor Considerant et le fils d'Antoine Considerant. Il utilisait le pseudonyme de « Philinte » pour signer les correspondances qu'il donnait au journal russe La Voix. Il participa en 1862 au grand banquet organisé à Bruxelles par l'éditeur de Victor Hugo pour la sortie du livre Les Misérables. Historien reconnu et méticuleux, il est l'auteur d'une Histoire de la Révolution du XVIe siècle, consacrée aux Pays-Bas.